# Gezāfer
Gezāfer (persiska: گِزافِر, گزافر) är en ort i Iran.   Den ligger i provinsen Östazarbaijan, i den nordvästra delen av landet, 600 km nordväst om huvudstaden Teheran. Gezāfer ligger 1 178 meter över havet och antalet invånare är 653.
Terrängen runt Gezāfer är kuperad åt sydväst, men åt nordost är den platt.Runt Gezāfer är det ganska tätbefolkat, med 70 invånare per kvadratkilometer. Närmaste större samhälle är Koshksarāy, 14,4 km öster om Gezāfer. Trakten runt Gezāfer består i huvudsak av gräsmarker.